# Bryan Herta Autosport
Bryan Herta Autosport (conocido como BHA o Barracuda Racing por razones comerciales) es un equipo estadounidense de carreras que compite actualmente en la IndyCar Series y ocasionalmente desde sus inicios ciomo eq	uipo en la Cooper Tyre Indy Lights Series. Es propiedad del expiloto de la  IndyCar Bryan Herta y el ingeniero de carreras, Steve Newey . Como logro destacado fue haber obtenido las 500 Millas de Indianapolis de 2011 con el fallecido Dan Wheldon.

## Historia
La primera temporada del equipo fue en la temporada 2009 en el óvalo de Carolina del Norte, natural de la localidad, Daniel Herrington, que pilotaba el coche #28. En gran parte de la temporada, obtuvo un 5° puesto en St. Petersburgo, que fue su mejor resultado, pero Herrington cambió eso cuando ganó su primera carrera (y la primera del equipo) de Indy Lights en Chicagoland. El equipo entró un segundo coche para el piloto brasileño de la A1GP Felipe Guimarães, para competir en tres eventos en circuitos a mitad de temporada. Con la conducción del coche #29, Guimarães terminó en 3°, 4° y 2°  lugar respectivamente, en los trazados de Watkins Glen, Mid-Ohio y Sonoma. Herrington terminó 7° puesto en la general después de 12 Top 10° en la temporada, y 15° lugar en una carrera, y Guimarães fue 23° en la general a pesar de sólo competir sólo 3 veces.

### De Indy Lights (Entradas con dos coches) y a la IndyCar Series
Al finalizar el 2010, había finalizado la temporada de la Indy Lights siendo el segundo año de Sebastián Saavedra y Stefan Wilson. A pesar de que Saavedra terminó 5° puesto en el campeonato, Saavedra dejó el equipo para intentar clasificarse a una prueba en la IndyCar Series en Kentucky, pero antes de la prueba, ha´bia logrado clasificarse en la carrera de la Indy Lights, donde logró partir en el puesto 12º en la Drive Smart Buckle Up 100. En dicha competencia, su colocación de parrilla de salida fue reemplazado por el piloto Daniel Herrington para la carrera, terminando 12 º. Saavedra había ganado con anterioridad la carrera en Iowa en junio y logrado unos 5 Top 5° y 7 Top 10°. El otro piloto del equipo, Stefan Wilson, se anotó 3 Top 5° y 10 Top 8° (incluyendo en la temporada y en la carrera que fue le mejor, fue tercero en el circuito callejero de San Petersburgo, Florida), pero tuvo que perderse la carrera de rutera de Sonoma en favor del estadounidense Joel Miller, mientras resolvían los problemas del patrocinio. Él también tuvo que ceder también a una carrera con anterioridad con el piloto que ganó en 2008 la Freedom 100 Dillon Battistini en Homestead. Cada piloto sustituto terminó en el 9° puesto en su respectivas participaciones. Saavedra y Wilson, cada uno de los cuales se perdió dos carreras, terminaron 8° y 11º lugar en el campeonato respectivamente. En una temporada que tenía carreras más cortas que en los últimos años, a finales de la temporada, los conductores de reemplazo de BHA fueron Herrington, Battistini, y Miller (con 2 carreras cada uno) quedando clasificados 21°, 22°, y 23° en los puntos, siguiendo ese orden.

#### Bumb Dayy su día milagroso
El equipo también buscó clasificarse para las 500 millas de Indianapolis de 2010 con Saavedra. El colombiano cuando se clasificaba, se estrelló en la curva 1, y una hora después, casi finalizando el día denominado como el Bump Day buscaban la esperanza de poder mejorar la posición burbuja (33°). A eso de las 5:30 p. m., Saavedra fue chocado por Tony Kanaan. Poco después, el novato Mario Romancini se retiró su por su insuficiente tiempo ideal y mejoró (con su Conquest Racing equipo con el que compitió en 2009, cuando la pista permitió mejores registros), provocando que el canadiense Paul Tracy y el novato Jay Howard lo siguieran. Finalmente, Howard y Tracy no lograron mejorar sus tiempos y velocidades ideales para conseguir los últimos puestos de la grilla de salida y sus registros resultaron más lentos que el que obtuvo Saavedra, cuya velocidad nunca fue retirada, y se estando revisando las secuelas de su posible lesión en el cercano Hospital Metodista, cuando se enteró de que había logrado clasificar. el nacido 2 de junio de 1990, Saavedra se convirtió en el primer novato de la IndyCar nacido en la década de 1990 en lograr clasificar a la gran carrera. El dueño del equipo Herta Autosports se refirió con un tono de broma sobre su bajo presupuesto para la Indy 500 sobre el gran esfuerzo logrado como Dos hombres en un camión de carreras. Su debut en la IndyCar terminó muy temprano luego de tan solo llevar 100 millas de carrera tras un accidente en curva de la rampa Sur. Curt Cavin de The Indianapolis Star informó que varios pilotos de las competencias de la IndyCar Series sonaron como posibles sustitutos para el colombiano en 2010, pero nada se materializó.

### Temporada 2011: Indy Lights e IndyCar Series
El 21 de marzo, Brian Herta Autosport anunció que había firmado al piloto Angolés Duarte Ferreira, siendo el primer piloto en la historia de Angolés en la Indy Lights, para conducir el coche #28. El equipo anunció sus planes para la temporada de la IndyCar Series de 2011 el 25 de marzo. El entonces ganador de la Indy 500 de 2005 y campeón de dicha temporada el británico Dan Wheldon, quien fuera compañero de Bryan Herta en Andretti-Green Racing entre 2003 a 2005, ganó para el equipo la Indy 500 de 2011. Se anunció que el equipo podría correr otras carreras adicionales de la temporada 2011. En la última carrera de la temporada en Las Vegas Motor Speedway, Wheldon lastimosamente falleció tras el accidente ocasionado por el choque múltiple con 15 conductores que conducían cuando este pilotaba para Sam Schmidt Motorsports, marcando en última instancia que la carrera se cancelase. Brian Herta Autosport contrató al piloto de Sam Schmidt Motorsports Alex Tagliani para el final de la temporada en el coche #98, el único que no estuvo involucrado en el incidente.
El coche que Wheldon que condujo en la 500 millas de Indianápolis se había utilizado en la carrera de Texas Motor Speedway y se había estrellado en la carrera del 'Firestone Twin 275 en la carrera 1 de la doble manga por Wade Cunningham, y no volvió a ser utilizado por el resto de la temporada, este coche fue devuelto al equipo ganador de la Indy 500 de 2011 totalmente restaurado, con el tomando vehículo para que utilizase para una vuelta ceremonial en Indy 500 de 2012, junto con el coche que ganó Dan Wheldon del equipo Andretti Autosport con en la edición 2005.
Duarte Ferreira terminó 8° al final de la temporada en los puntos en la Indy Lights con su mejor desempeño siendo 3° en New Hampshire Motor Speedway. El equipo también obtuvo una segunda entrada para el piloto Bruno Andrade por cinco carreras en circuitos (autódromos y callejeros). Andrade tuvo como mejor resultado un 4° lugar en Baltimore y terminó 17° posición en los puntos.

### Temporadas (2012-2013) y Presente
Alex Tagliani continuó su asociación con el equipo, ahora patrocinado por Barracuda Networks, con el equipo siendo rebautizado como Barracuda Racing. Debido a la falta de ritmo del motor Lotus, Bryan Herta Austosport canceló su contrato y pasó utilizar el motor Honda, y el equipo optó por saltarse la carrera de Brasil para prepararse para la Indy 500. El interruptor del motor mejoró el rendimiento de los coches del equipo de manera significativa: Tagliani clasificó obteniendo la pole de la Firestone 550K en el Texas Motor Speedway y progresó en la Firestone Fast Six (las rondas finales de clasificación de las carreras) en Belle Isle, Toronto, Edmonton y Mid-Ohio. Tagliani finalmente terminó 17º en la general con su mejor logro su 5° puesto en el Gran Premio de Edmonton, donde lideró la mayor cantidad de vueltas.
Bryan Herta Autosport, que ahora usa el nombre de Barracuda Racing volvió en 2013 con Tagliani como piloto y motorista Honda. Tagliani fue relevado de la tarea de pilotaje después de trece carreras y reemplazado por el italiano Luca Filippi y el estadounidense J.R. Hildebrand, quien también había sido despedido de Panther Racing a principios de temporada por problemas con su equipo.
En 2013 el equipo también compitieron sus coches en la Indy Lights con el piloto Chase Austin en el Fredoom 100 y en Mid-Ohio y Houston.

## Pilotos destacados

### IndyCar Series
- Sebastián Saavedra
- Alex Tagliani
- Dan Wheldon
- Luca Filippi
- J.R. Hildebrand
- Jack Hawksworth

### Indy Lights
- Chase Austin
- Sebastián Saavedra
- Duarte Ferreira
- Bruno Andrade
- Stefan Wilson
- Dillon Battistini
- Felipe Guimarães